# Kussara

Mapa hetyckiej Anatolii z zaznaczonym przypuszczalnym położeniem miasta Kussara

Kussara – starożytne miasto w południowej Anatolii, w rejonie gór Antytaurus, znane ze źródeł hetyckich, nierozpoznane archeologicznie.
Na początku II tys. p.n.e., w okresie istnienia w Anatolii asyryjskich kolonii kupieckich, Kussara leżeć miała na głównym szlaku handlowym łączącym Asyrię z królestwami Anatolii. Miastem tym rządzić mieli wówczas Pithana, zdobywca sąsiadującej z Kussarą Nesy, oraz jego syn Anitta. Wydaje się również, że Kussara była pierwszą siedzibą hetyckiej dynastii królewskiej, przynajmniej do czasu, kiedy jeden z wczesnych hetyckich królów, najprawdopodobniej Hattusili I (ok. 1650-1620 p.n.e.), rozbudował miasto Hattusa i uczynił z niego hetycką stolicę. To właśnie w Kussarze Hattusili I ogłosił swój „Testament”, w którym na następcę tronu wyznaczył swego wnuka Mursili I (ok. 1620-1590 p.n.e.). W późniejszych źródłach hetyckich miasto to już się nie pojawia, nie licząc wzmianki o nim w   genealogii i tytulaturze króla Hattusili III (1267-1237 p.n.e.).